# Clodoald
Clodoald, conegut en francès com a Cloud (Regne d'Orleans, 524 - Novientum, actual Saint-Cloud, Illa de França, 7 de setembre de 560) fou un príncep merovingi, fill del rei Clodomir. Privat de la successió, es va fer religiós. És venerat com a sant per diverses confessions cristianes.

## Biografia
Clodoald era el tercer fill del rei d'Orleans Clodomir i de la seva esposa Gunteuca. El 524 el seu pare fou mort en batalla pel rei Gondomar dels burgundis, que volia venjar la mort del seu germà Segimon de Borgonya, que Clodomir havia fet llençar en un pou. Els tres fills del rei, Teobald, Guntari i Clodoald, foren posats sota la cura de la seva àvia Clotilde, esperant que en fer la majoria d'edat recuperessin el poder del seu pare.
Els germans de Clodomir, Khilperic I (regent del regne) i Clotari I, idearen un complot per a apoderar-se dels territoris, partint-se'ls, i deixar de banda els hereus legítims. Teobald i Guntari foren morts, mentre que Clodoald, amb l'ajut d'alguns servents fedels, pogué fugir i romandre amagat fins a fer-se adult. No reclamà el seu regne, sinó que es retirà a un ermitori prop de París.
Una llegenda explica que, sense diners, es tragué el seu hàbit, quedant nu, per donar-lo a un pobre: la roba s'il·luminà miraculosament, fent palesa la santedat de Clodoald. Fou ordenat sacerdot pel bisbe Eusebi de París i visqué fins a la mort al monestir de Novientum, que prengué el nom de Saint-Cloud).
Immediatament després de la seva mort, en llaor de santedat, començà a ésser venerat. Canonitzat, la seva festa és el 7 de setembre.

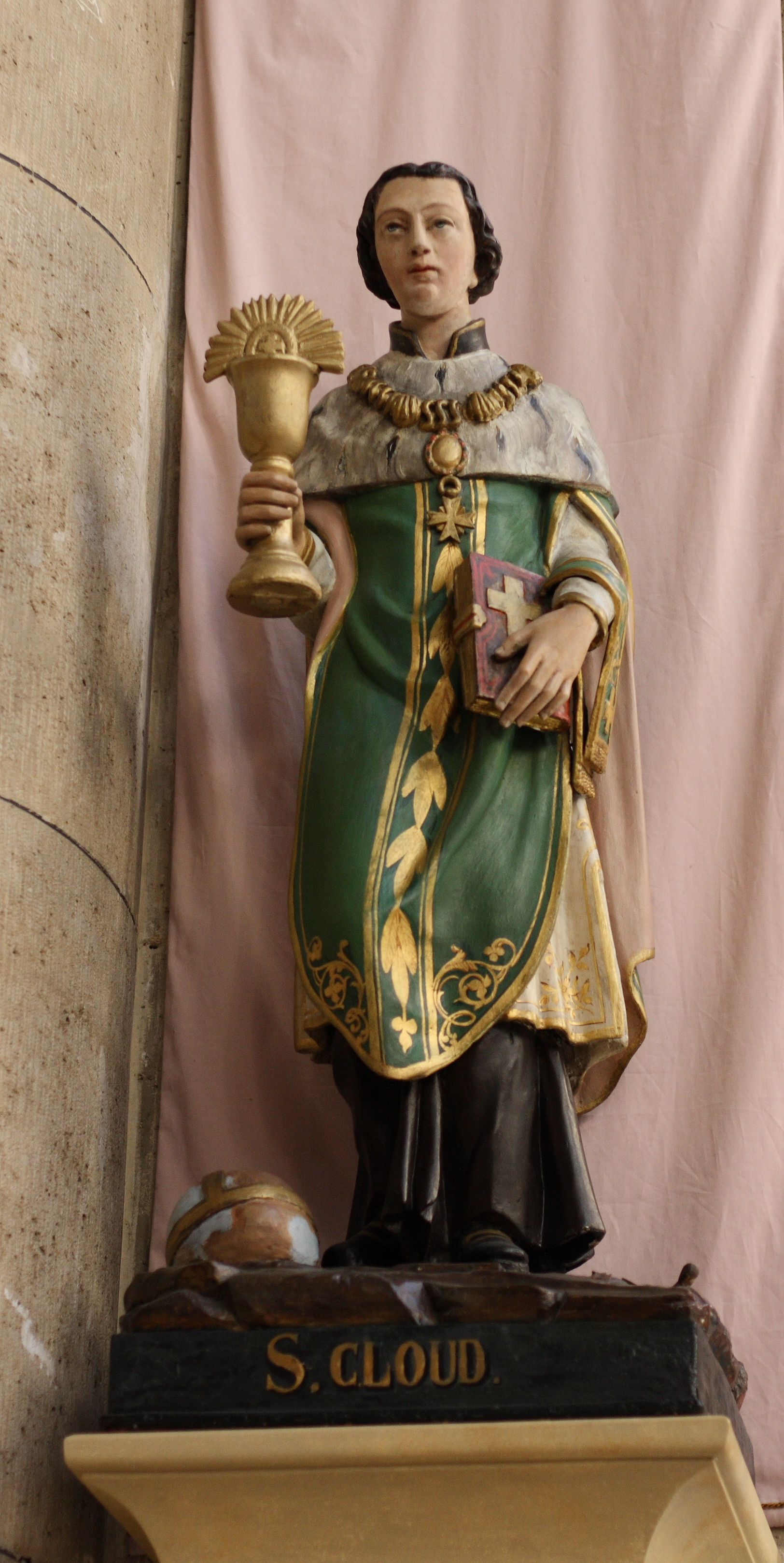
Talla del sant
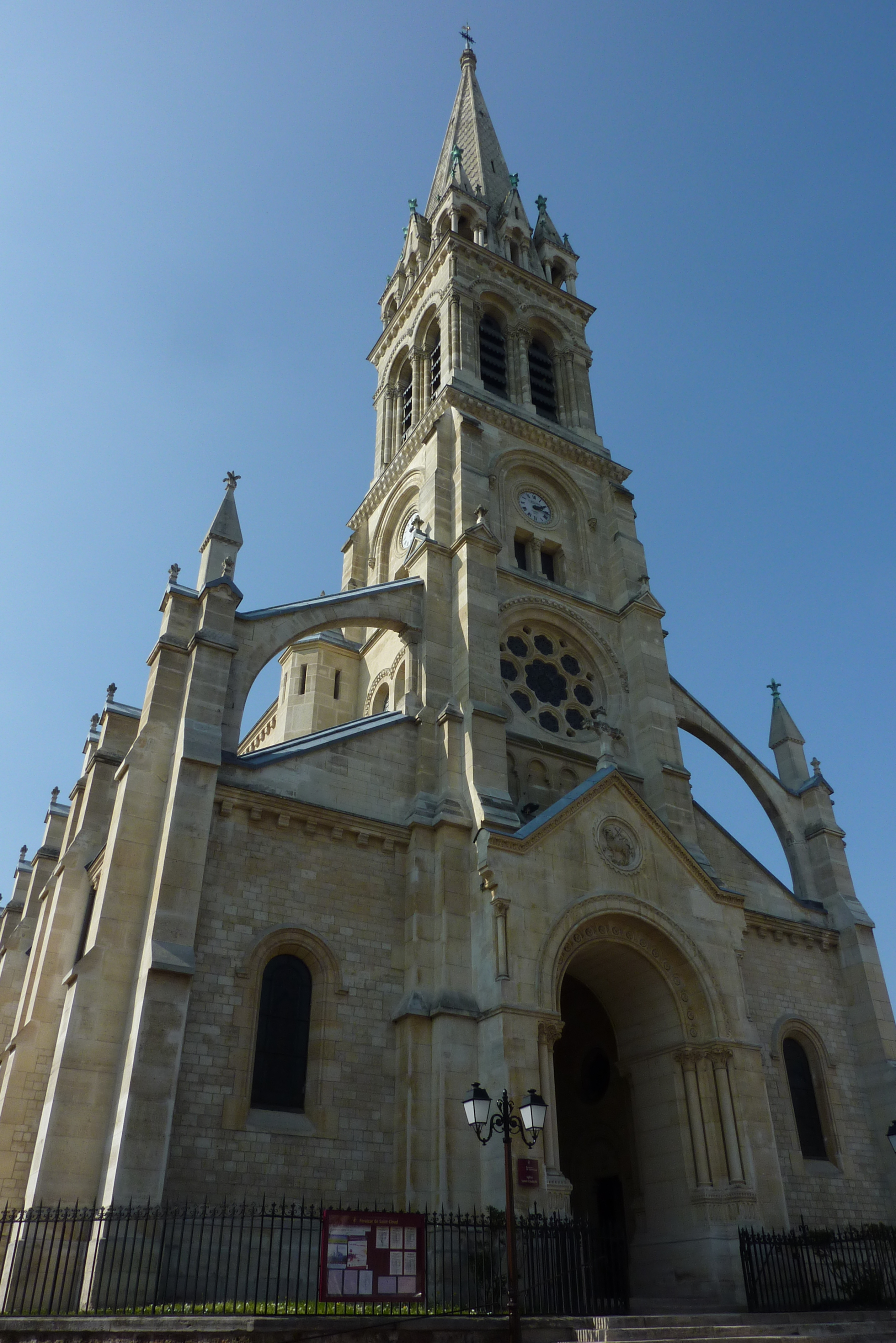
Església de Saint-Clodoald, a Saint-Cloud
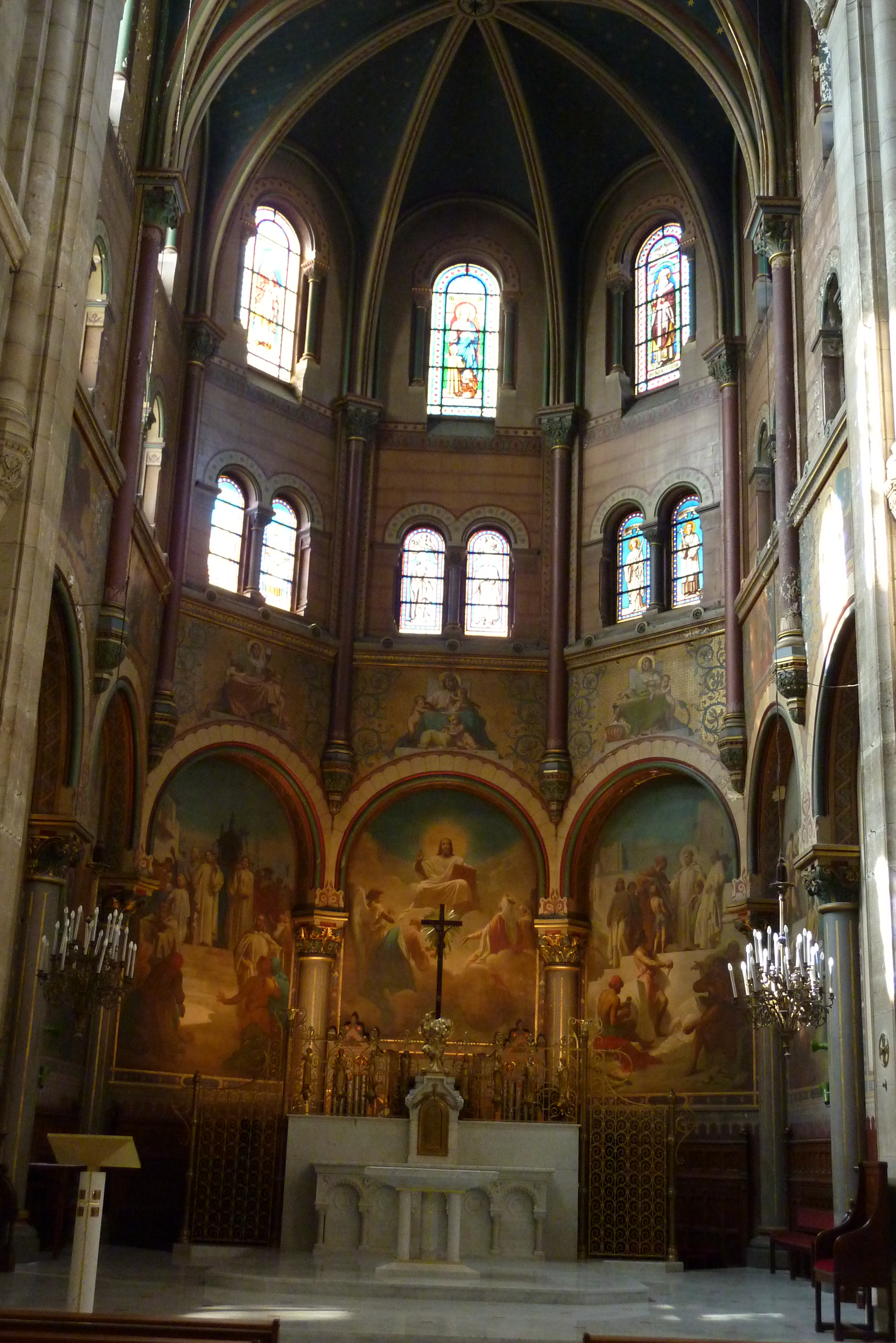
Altar major de l'església
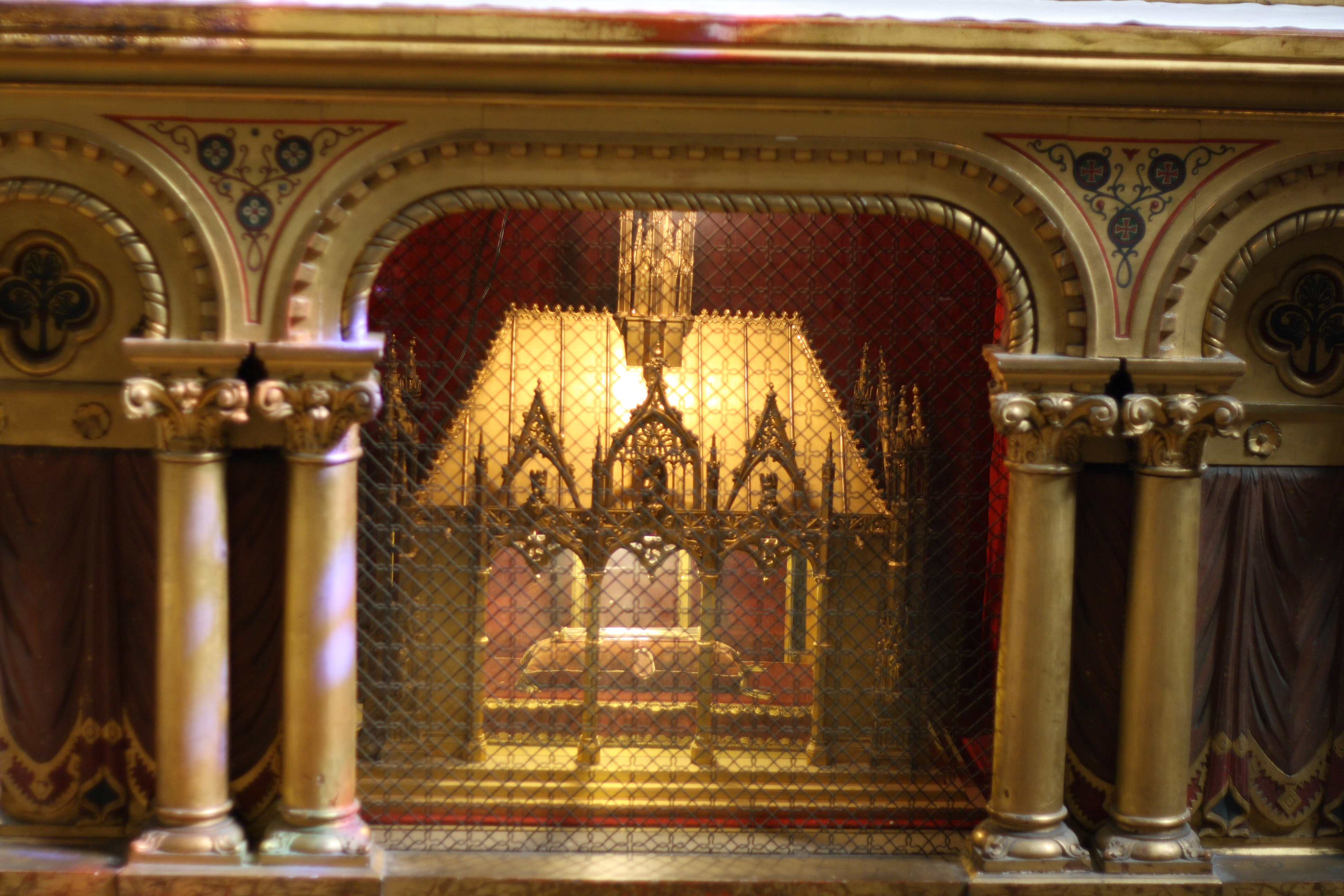
Reliquiari del sant